# Kshatriya

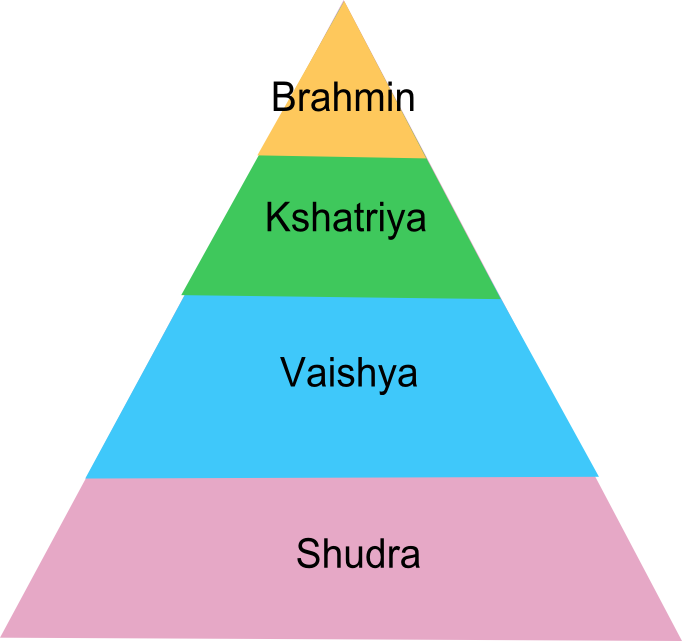
De vier varna's van het Indische kastenstelsel

Kshatriya's (Sanskriet: kṣatriya, devanagari: क्षत्रिय) zijn de heersers- en krijgerskaste in het traditionele Indische kastenstelsel. De kshatriya's zijn op de brahmanen na de hoogste van de vier varna's.
Kshatriya's worden geacht rechtvaardig, strijdbaar, eerlijk, sportief en moedig te zijn. Vanwege deze karaktertrekken zouden ze zich vaker aangetrokken voelen tot het beoefenen van sport en tot beroepen in het leger of bij de politie. Traditioneel werden ze geacht als leiders en krijgers of soldaten te werken. Ze zouden een rode aura hebben. Samen met de brahmanen en de vaishya's vormen de kshatriya's de trivarna. De vierde en laagste varna, de shudra's, worden hier niet toe gerekend. De vierkastenmaatschappij wordt caturvarna genoemd.
Het woord kshatriya is afgeleid van het woord kṣatram, dat regering of macht betekent en komt van de woordstam kṣi, dat heersen of beheersen betekent.
De Rajputs uit het noordwesten van India zijn kshatriya's. De Rajputs worden verdeeld in vansi's, lijnen van afkomst: Suryavansi, Chandravansi (of Somavansi), Agnivansi, Nagavansi, Bhumivansi, Apavansi en Vayuvansi.